# La Vida Literaria
La Vida Literaria fue una revista editada en Madrid en 1899.

## Descripción
Publicada en Madrid por el editor barcelonés Bernat Rodríguez Serra y nacida bajo el ala de la longeva Madrid Cómico —de la que fue propietario entre enero y diciembre de 1898—, la breve existencia de La Vida Literaria se caracterizó por dos etapas, una primera iniciada el 7 de enero de 1899, donde entre otras tendencias se descubren influjos modernistas y en la que se contó con la dirección del dramaturgo Jacinto Benavente, y la posterior, en la que sus páginas discurrieron por un sendero marcadamente menos renovador. La revista, a la que se ha relacionado estéticamente con las publicaciones barcelonesas de la época, cesó en agosto de 1899. Por ella desfilaron, además de Benavente, plumas como las de Valle Inclán, Manuel Machado, Félix Lorenzo y Díez, Ramiro de Maeztu, Clarín, Enrique Gómez Carrillo, Alberto Ghiraldo, y las ilustraciones de Manuel Ruiz Guerrero, entre otros muchos.